# Franciszek Januszewski
Franciszek Januszewski (ur. 23 listopada 1886 w Łomży, zm. 10 czerwca 1953 w Ann Arbor) – polski działacz społeczny, wydawca i właściciel "Dziennika Polskiego" w Detroit.

## Życiorys
Franciszek Januszewski urodził się w Łomży 23 listopada 1886. W wieku 19 lat brał udział w działaniach Polskiej Partii Socjalistycznej pod przywództwem Józefa Piłsudskiego. Po stłumieniu działań powstańczych został zmuszony do opuszczenia kraju i w 1907 r. wyjechał do USA. Początkowo osiedlił się w Cleveland, a w roku 1912 przeniósł się do Detroit. W 1913 rozpoczął pracę w "Dzienniku Polskim" w Detroit jako reporter, z czasem awansował na stanowisko redaktora i zarządcy generalnego. W roku 1930 kupił pismo i został jego wydawcą. Po wybuchu II wojny światowej poświęcił się działalności społecznej wśród Polonii amerykańskiej, biorąc udział w stworzeniu organizacji takich jak KNAPP, Kongres Polonii Amerykańskiej i innych. Działalność tę prowadził do końca życia, jeszcze w 1952 roku brał udział w rozmowach zjednoczeniowych po auspicjami gen. Kazimierza Sosnkowskiego w Londynie. Zmarł 10 czerwca 1953 w szpitalu uniwersyteckim w Ann Arbor.

## Działalność społeczna
Franciszek Januszewski był czynnym członkiem "Sokolstwa" w Ameryce, działając w kierunku pogodzenia dwóch skłóconych ze sobą odłamów tej organizacji. W roku 1912 tworzył Komitet Obrony Narodowej, redagował wtedy odezwy Centralnego Komitetu tej organizacji i jeździł z nimi po Ameryce.
Z wybuchem II wojny światowej Januszewski promował ideę silnej politycznie Polonii, działającej w imieniu Polski. W roku 1942 wraz ze swym przyjacielem Maksymilianem Węgrzynkiem, wydawcą "Nowego Świata" w Nowym Jorku, przewodził wysiłkowi stworzenia nowej organizacji politycznej w celu promowania celów Polski w Stanach Zjednoczonych. W wyniku ich działania powstał 20-21 czerwca 1942 Komitet Narodowy Amerykanów Polskiego Pochodzenia. Franciszek Januszewski był przez pewien okres wiceprezesem tej organizacji.
W roku 1944 Januszewski uczestniczył, wraz z Węgrzynkiem i Karolem Rozmarkiem, w organizowaniu Kongresu Polonii Amerykańskiej (KPA). Na zebraniu organizacyjnym KPA w czerwcu 1944 Januszewski został wybrany, wraz z Węgrzynkiem, wiceprezesem tej organizacji. Po śmierci Węgrzynka w tym samym roku, Januszewski został prezesem KPA i zachował tę pozycje do końca życia.
4 lipca 1943 Januszewski był jednym z założycieli Instytutu Józefa Piłsudskiego w Ameryce i jego pierwszym prezesem (1943-1944). W 1951 roku, po śmierci prezesa Instytutu Stefana Łodzieskiego, Rada Instytutu ponownie dokooptowała Januszewskiego do swego gremium i powierzyła mu stanowisko prezesa. W grudniu 1952 Januszewski został ponownie wybrany na prezesa Instytutu – stanowisko to piastował do swojej nagłej śmierci w 1953 roku.